# Les Arènes (Seuls)
Les Arènes est le huitième tome de la série de bande dessinée Seuls, écrit par Fabien Vehlmann et dessiné par Bruno Gazzotti, sorti en 2013. Il s'agit également du troisième tome du deuxième cycle.

## Synopsis
Les enfants de Fortville et du Clan du soleil viennent à peine de sortir de la Zone rouge qu'ils sont emmenés prisonniers par de mystérieux hommes armés de lances et de boucliers. Ils arrivent dans une cité nommée Néosalem situé à des kilomètres de leur ville d'origine. Cette cité est organisée de façon gallo-romaine et possède des traditions particulières. Saul y est accueilli comme le nouveau champion, l'élu, tandis que tous les autres sont contraints de participer aux cruels jeux des Arènes pour déterminer à quelle famille ils appartiennent : la 6, la 7 ou la 8 qui sont les esclaves. Mais les dirigeants de la cité pensent que l'élu des forces du Mal se cache parmi les enfants de Fortville.